# Vapor Codina
El Vapor Codina fou un vapor tèxtil de Sabadell fundat el 1880 pels empresaris comerciants Salvador Codina i Duran i Joan Corominas i dissenyat per l'enginyer Manuel Folguera i Duran i per l'agrimensor i mestre d'obres Francesc Renom i Romeu. La feina principal de la indústria era la fabricació de teixits d'estam i la filatura de llana, tot i que també arrendava espai i energia a altres empreses com a inversió immobiliària. La superfície total era de 1.204 m²

## Estructura

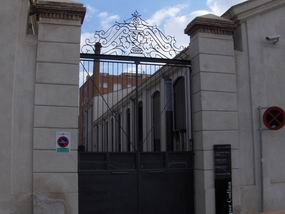
Porta de ferro conservada de l'entrada del Vapor Codina

L'estructura del vapor era formada per diverses naus, totes d'una sola planta i d'obra vista, distribuïdes en paral·lel i en perpendicular a l'entramat de carrers. A l'interior, entre les naus, hi havia patis a l'aire lliure i a les obertures a l'exterior s'hi alternava el perfil rebaixat amb l'arquitravat. La coberta era de dos aiguavessos i les finestres d'estil Manchester. Tenia una alta xemeneia de totxo a la banda de la Gran Via.

## Situació
La nau fabril ocupava tota una illa de cases i estava situada al voltant del carrer de les Tres Creus, de la Gran Via, del carrer de Lacy i del carrer de Blasco de Garay. No obstant això, l'entrada principal era al carrer de Blasco de Garay nº 17.
El Vapor Codina estava situat en una posició estratègica, era molt prop de l'estació de tren, la qual cosa li permetia rebre amb facilitat el carbó procedent d'Astúries i d'Anglaterra, i al costat de la Gran Via, l'eix vertebrador de la ciutat.

## Actualitat
Actualment l'Ajuntament de Sabadell és el propietari del vapor, on ara s'hi ubiquen les dependències de Vimusa i els serveis d'Informació d'Educació i Joventut. De l'antic complex fabril, en queden dues naus que s'han rehabilitat i aprofitat per a instal·lar-hi aquests dos edificis d'equipament municipal. També se n'ha conservat la coberta de dos aiguavessos, les finestres d'estil Manchester i la xemeneia.